# Melaleuka

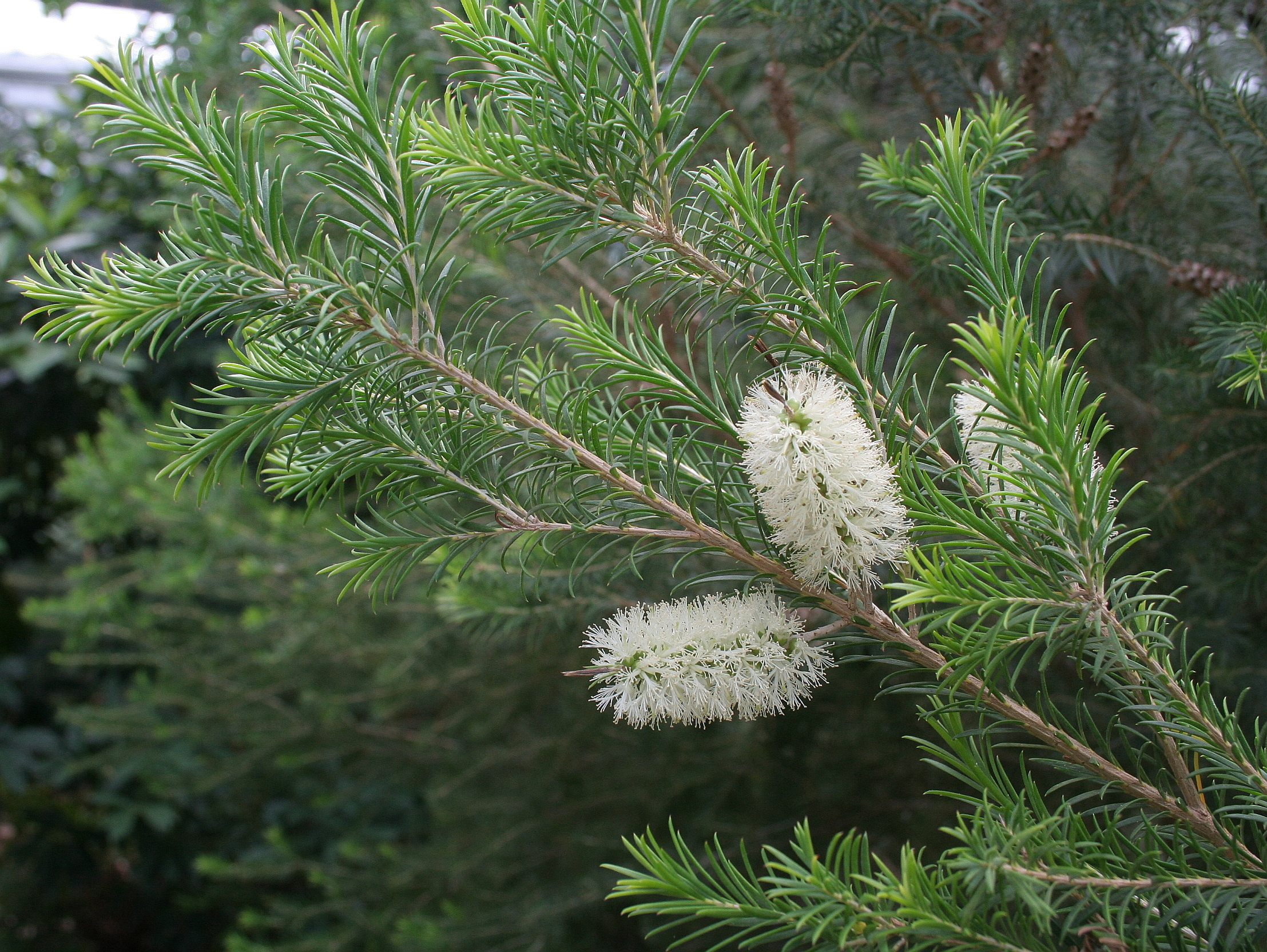
Melaleuca acacioides

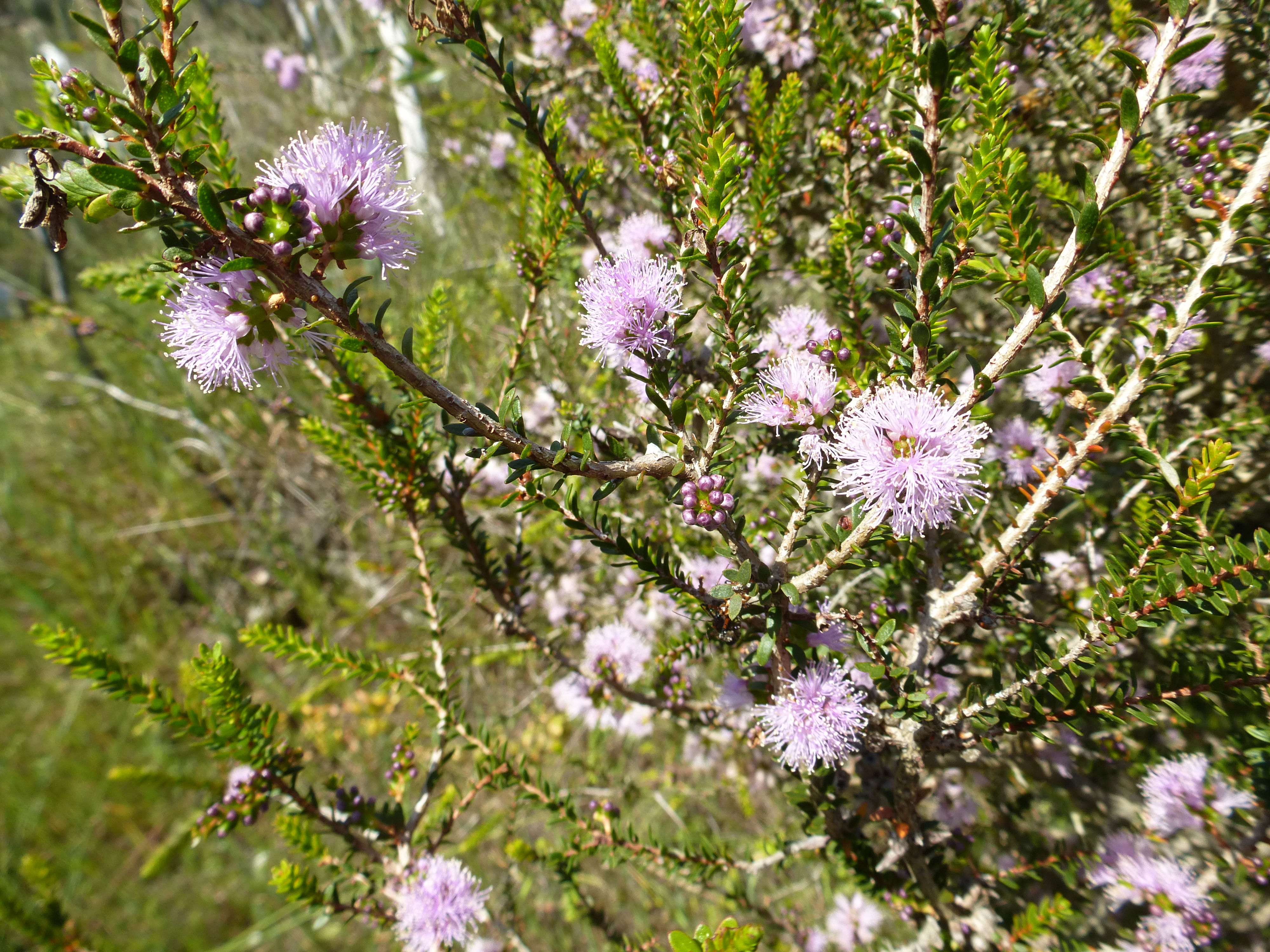
Melaleuca camptoclada

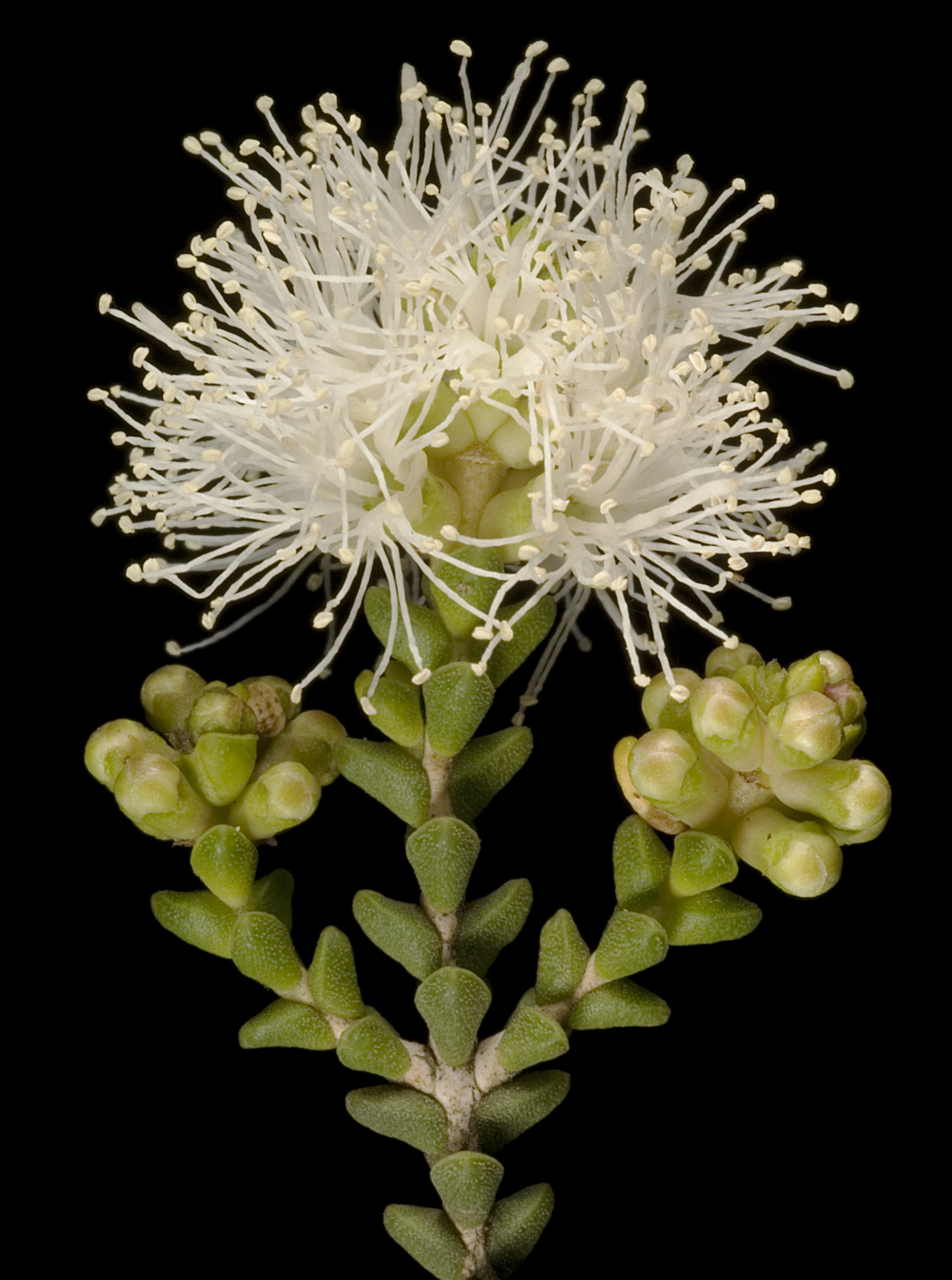
Melaleuca cucullata

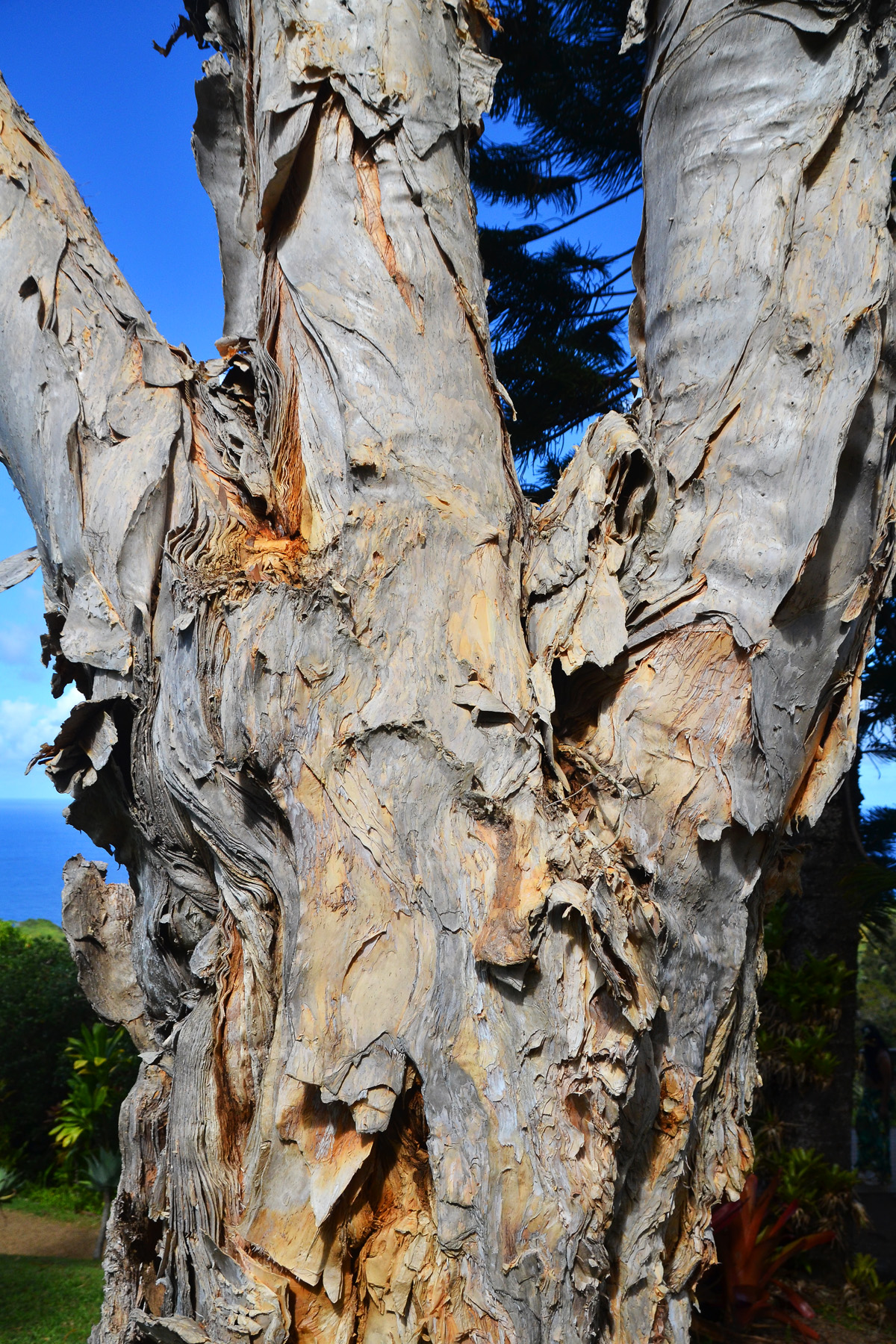
Kora

Melaleuka (Melaleuca) – rodzaj roślin z rodziny mirtowatych. Jego ujęcie jest problematyczne i niejednoznaczne. Tradycyjnie ujmowany jako jeden z wielu rodzajów plemienia Melaleuceae obejmuje ok. 200 gatunków. W szerokim ujęciu są tu zaliczane wszystkie taksony z plemienia i wówczas rodzaj liczy 382 gatunki. Niezależnie od ujęcia zaliczane tu rośliny występują na obszarze od Półwyspu Indochińskiego po Nową Kaledonię, Australię i Tasmanię, z centrum zróżnicowania w Australii, gdzie występuje ich zdecydowana większość. Gatunki introdukowane z tego rodzaju rosną w różnych obszarach strefy międzyzwrotnikowej, czasem jako bardzo inwazyjne, uciążliwe w zwalczaniu i tworzące jednogatunkowe zbiorowiska w miejscu pierwotnie rodzimej roślinności np. Melaleuca quinquenervia na Florydzie, w Brazylii i na Nowej Kaledonii (gatunek ten uznany został za jeden ze 100 najbardziej inwazyjnych na świecie). Rośliny te zasiedlają tereny skaliste i piaszczyste, zarówno suche jak i bagienne, także zasolone. Kwiaty zapylane są głównie przez ptaki, a nasiona uwalniane są z twardych, zdrewniałych torebek zwykle po działaniu ognia.
Liczne gatunki uprawiane są jako rośliny ozdobne dla efektownych kwiatostanów. Uprawiane są dla pozyskania olejków eterycznych, jako rośliny biotechniczne do obniżania poziomu wód na terenach bagiennych, jako źródło biomasy i drewna. Niektóre gatunki wykorzystywane są jako lecznicze.

## Morfologia

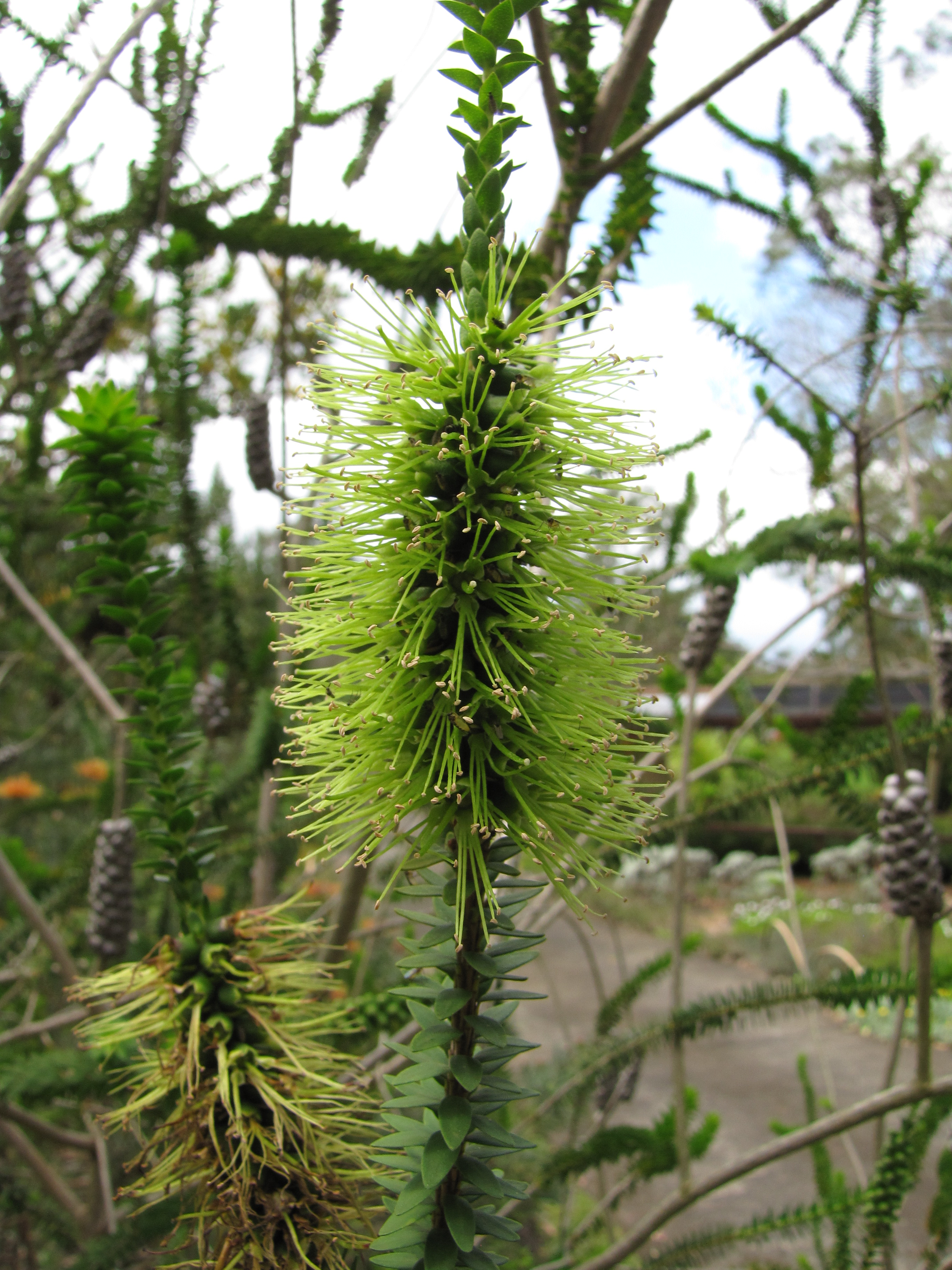
Melaleuca diosmifolia

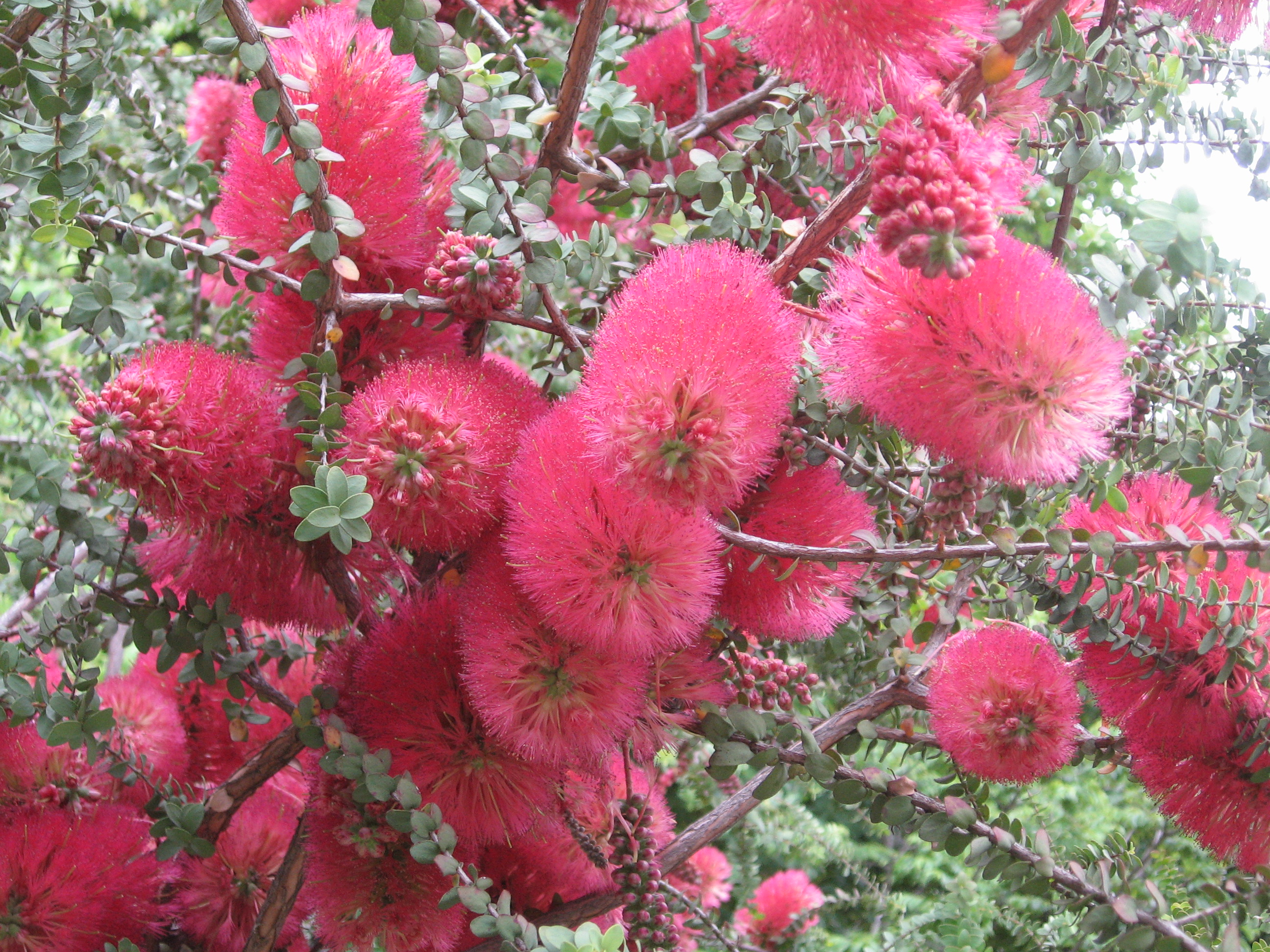
Melaleuca elliptica

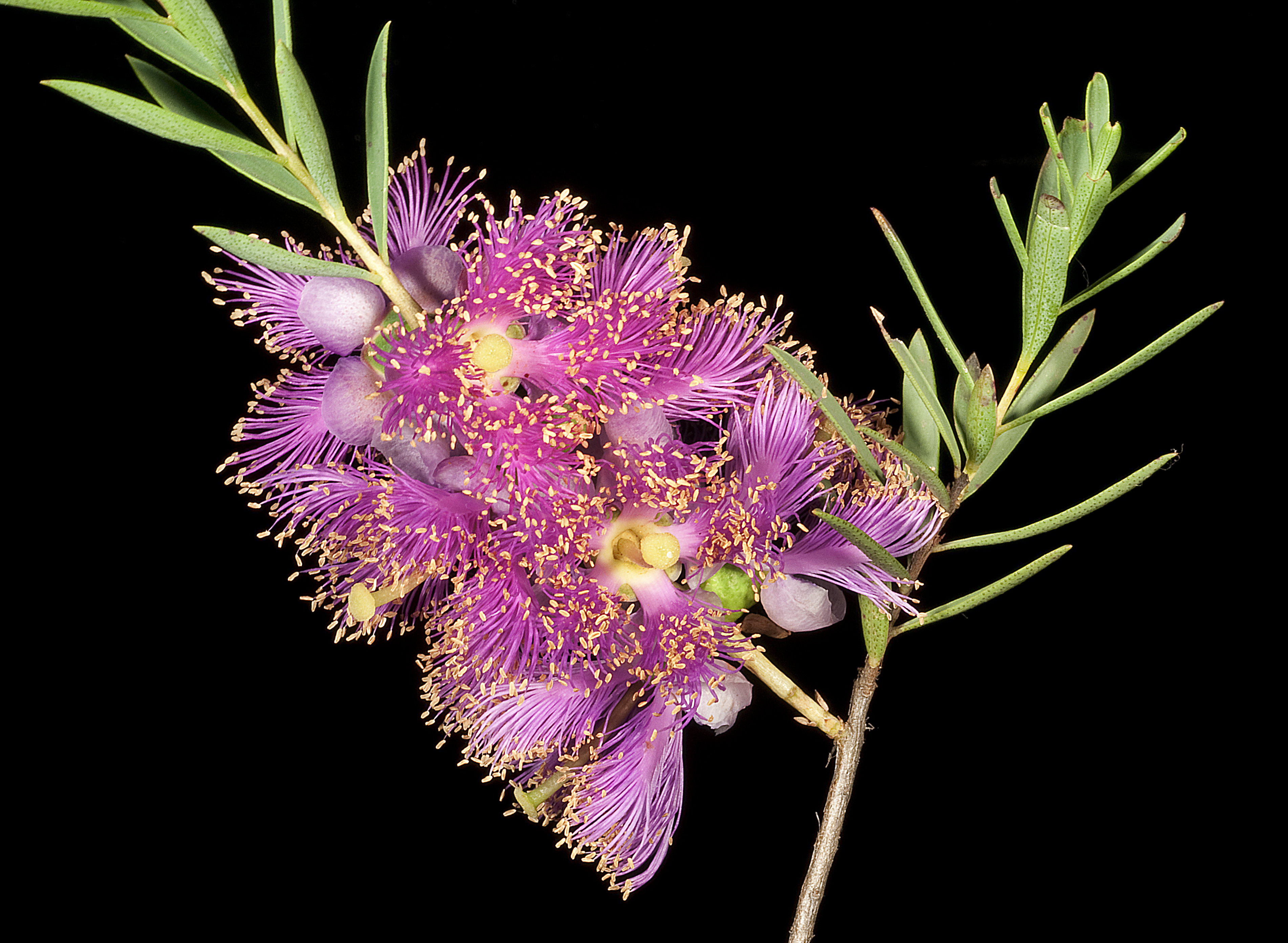
Melaleuca fulgens

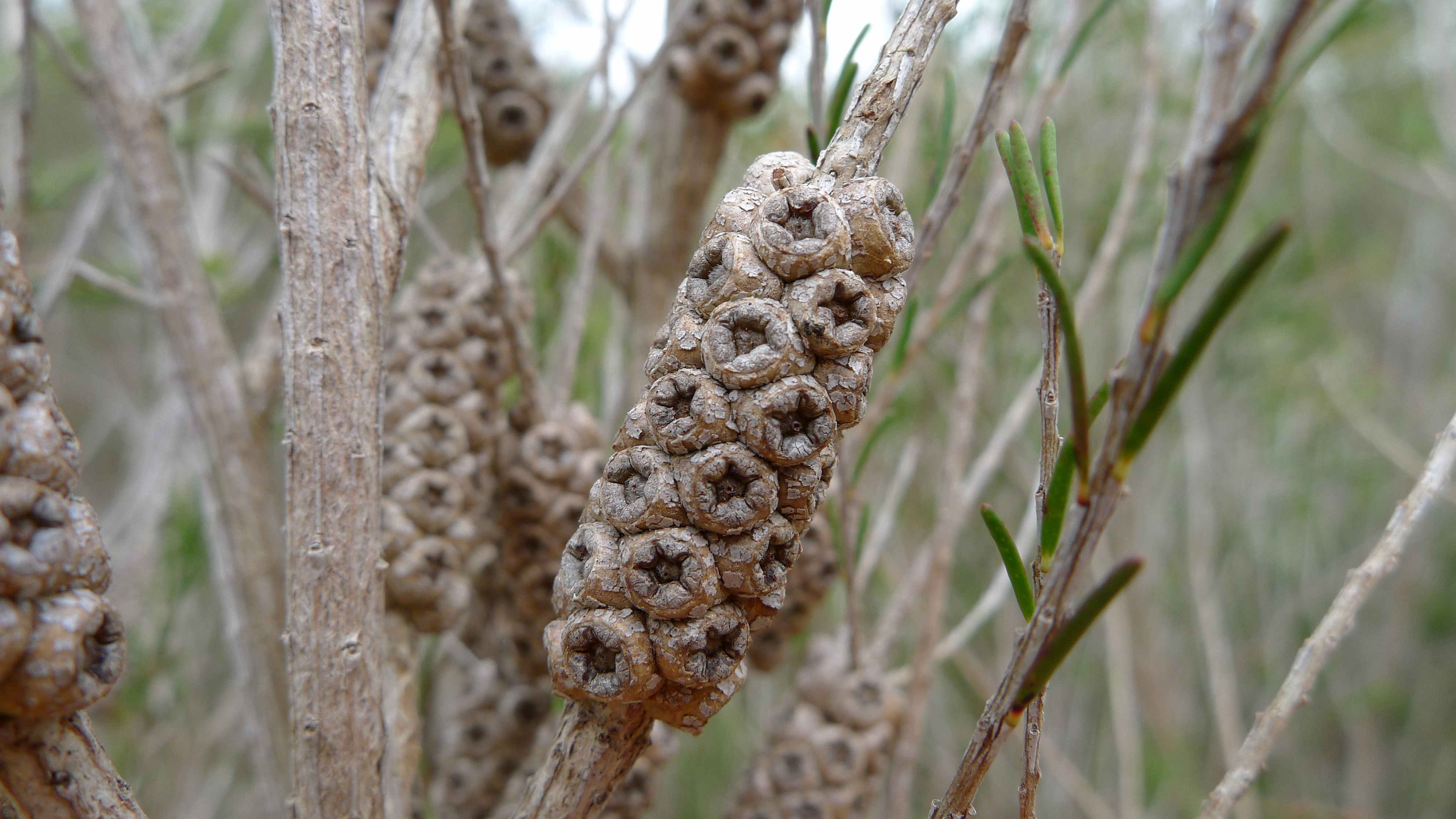
Owoce Melaleuca parvistaminea

PokrójKrzewy i drzewa do kilkunastu m wysokości, często z korą papierzastą.
LiścieZimozielone, skrętoległe, naprzeciwległe i czasem okółkowe, pojedyncze, zwykle niewielkie i wąskie (wrzosopodobne), lancetowate, często aromatyczne.
KwiatyNajczęściej skupione na pędach tuż pod tegorocznymi przyrostami (oś kłoso- lub główkopodobnego kwiatostanu kontynuuje wzrost wegetatywny), czasem kwiatostany są jednostronne (Calothamnus). Kielich u dołu kubeczkowaty lub dzwonkowaty, powstaje ze zrośniętych pięciu działek, o końcach wolnych, równej długości. Płatki korony w liczbie 5, są drobne i zaokrąglone. Pręciki są najbardziej widocznym elementem kwiatu – są liczne, okazałe (znacznie dłuższe od okwiatu) i barwne – czerwone, różowe, fioletowe, białe i zielone, zebrane są w 5 wiązek (tylko u Callistemon wolne). Dolna zalążnia tworzona jest przez trzy lub cztery owocolistki zawierające liczne zalążki, zwieńczona pojedynczą, długą szyjką słupka, nierzadko dłuższą od pręcików.
OwoceDrewniejące, twarde torebki, często uwalniające nasiona dopiero pod wpływem działania ognia.

## Systematyka
Pozycja systematyczna

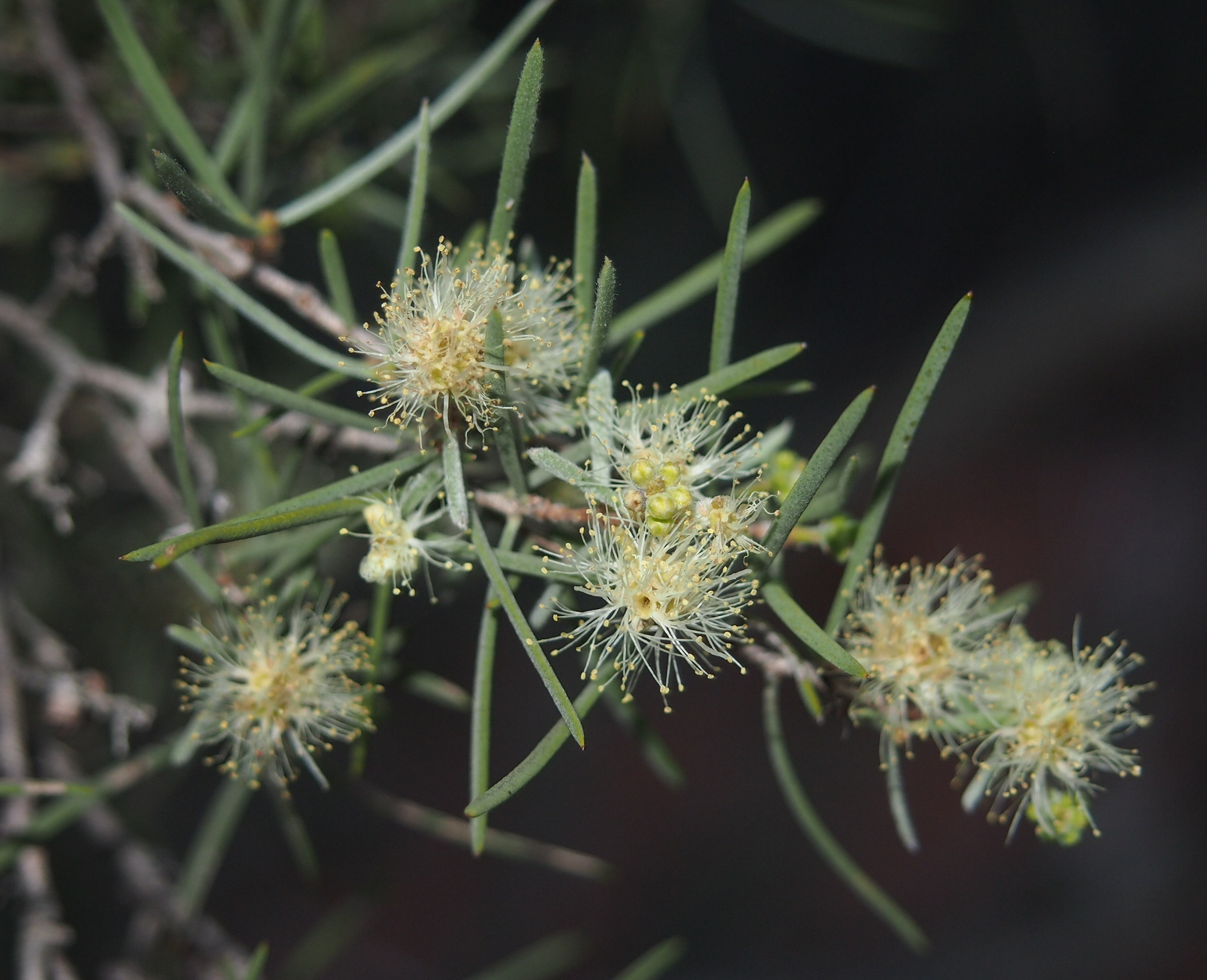
Melaleuca glomerata

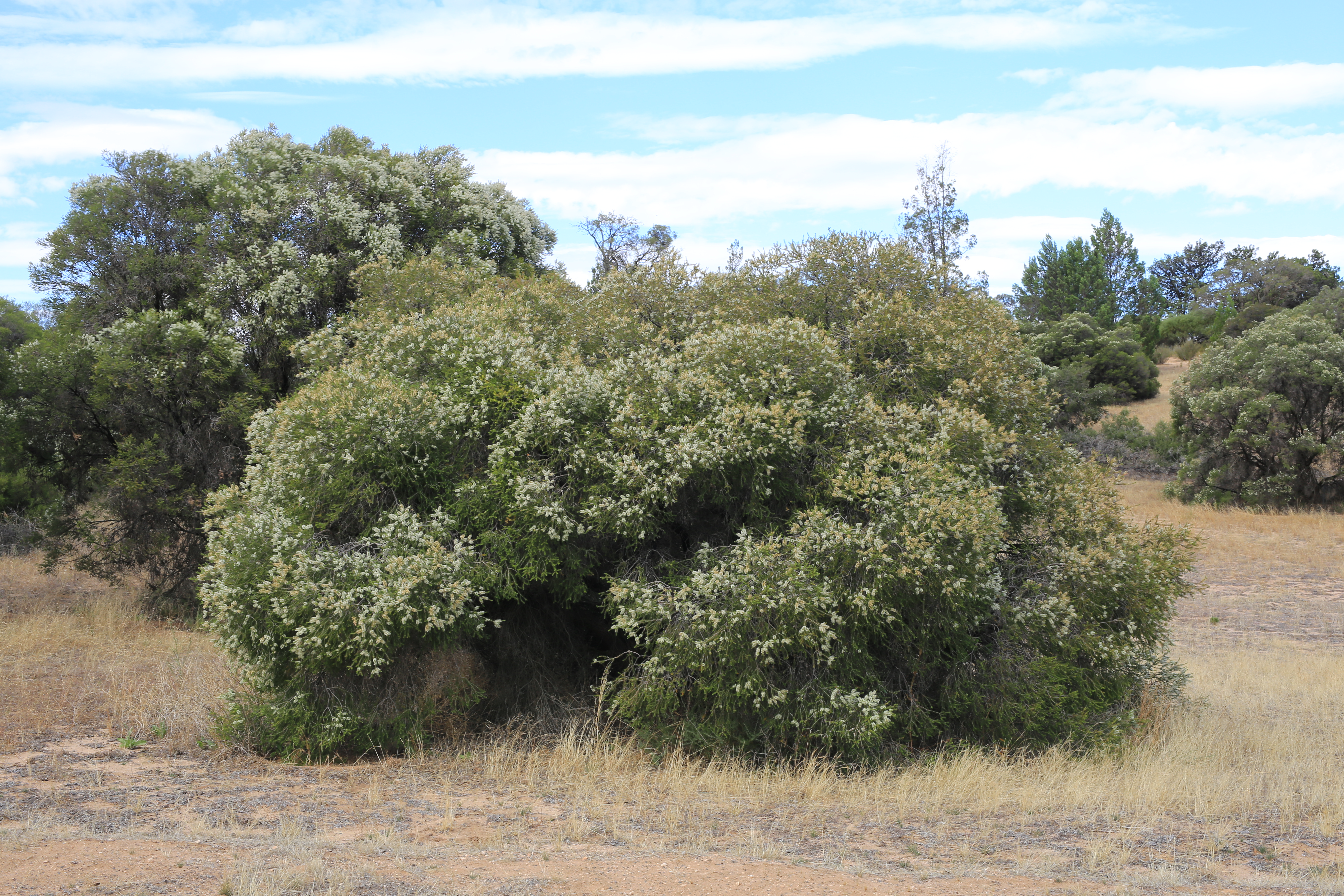
Melaleuca lanceolata

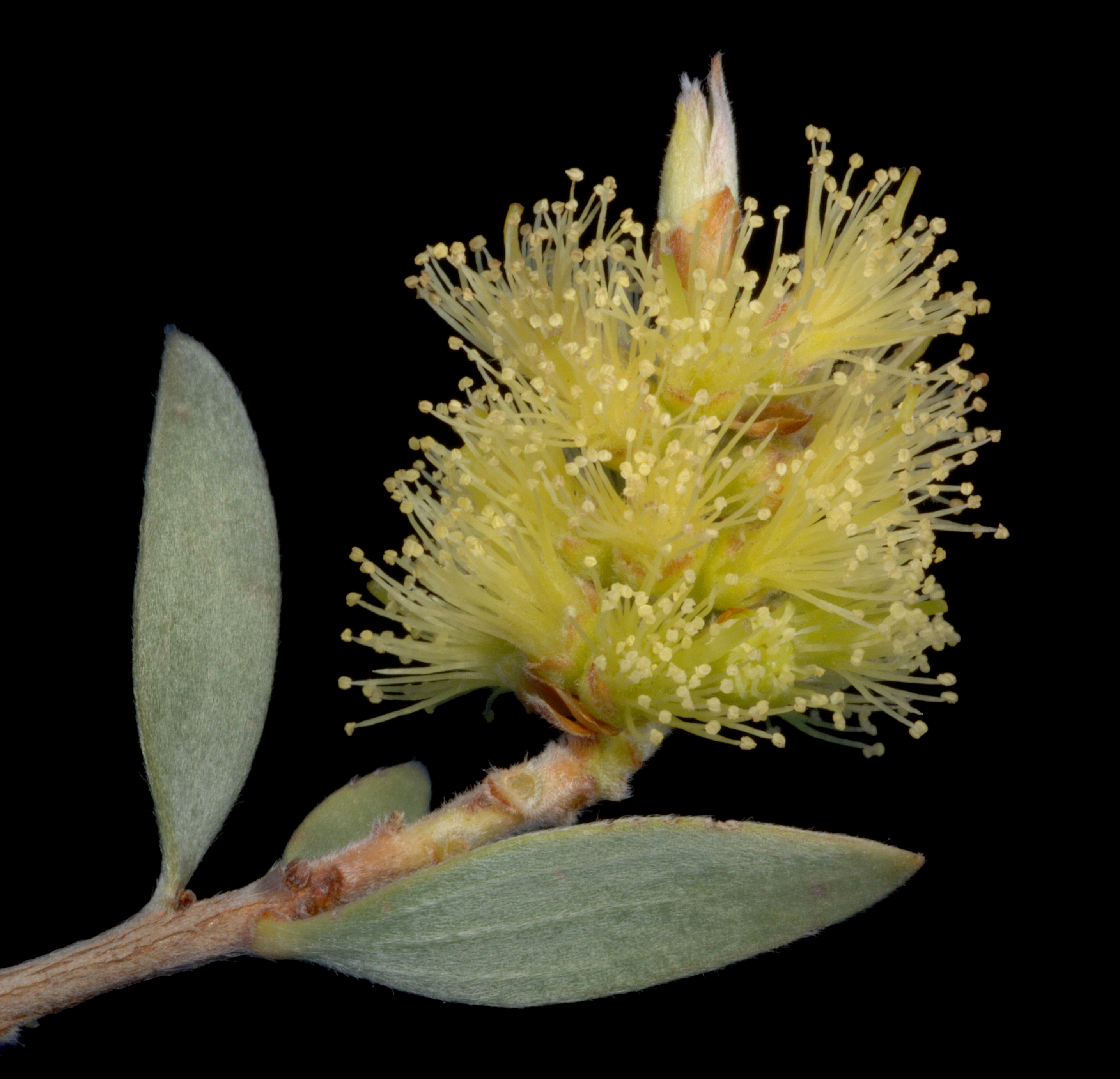
Melaleuca lasiandra

Rodzaj z plemienia Melaleuceae, podrodziny Myrtoideae, rodziny mirtowatych (Myrtaceae). Ujęcie systematyczne rodzaju jest problematyczne. Tradycyjnie wyróżniany był jako najbardziej zróżnicowany, liczący ok. 200 gatunków rodzaj w plemieniu Melaleuceae. Filogenetyczne analizy molekularne ujawniły jednak istotnie odmienne relacje między taksonami zaliczanymi do plemienia. Plemię okazało się obejmować trzy główne klady, przy czym w każdym z nich znalazły się gatunki z rodzaju Melaleuca. Pierwszy klad obejmuje kilka gatunków i grup gatunków z tego rodzaju (włącznie z typowym M. leucadendra), nowokaledońskie gatunki tradycyjnie zaliczane do rodzaju kuflik Callistemon oraz wszystkie pozostałe rodzaje tradycyjnie wyróżniane w obrębie plemienia (Beaufortia, Calothamnus, Conothamnus, Eremaea, Lamarchea, Petraeomyrtus, Phymatocarpus, Regelia). Drugi klad obejmuje australijskich przedstawicieli rodzaju Callistemon z licznymi gatunkami z rodzaju Melaleuca. Trzeci klad obejmuje także liczne gatunki z rodzaju Melaleuca. Wobec problemów z ustaleniem morfologicznych cech diagnostycznych dla kladów zaproponowano scalenie wszystkich gatunków z plemienia w obrębie szeroko ujmowanego rodzaju Melaleuca. Takie rozwiązanie zostało przyjęte w różnych bazach danych taksonomicznych i przez wielu autorów. Pogląd nie jest jednak akceptowany powszechnie, wskazywany jest m.in. problem z morfologicznym  zdefiniowaniem tak ujmowanego rodzaju. Proponowane jest m.in. utrzymanie potwierdzonego jako takson monofiletyczny rodzaju kuflik Callistemon w odniesieniu do grupy gatunków australijskich. 
Wykaz gatunków
- Melaleuca acacioides F.Muell.

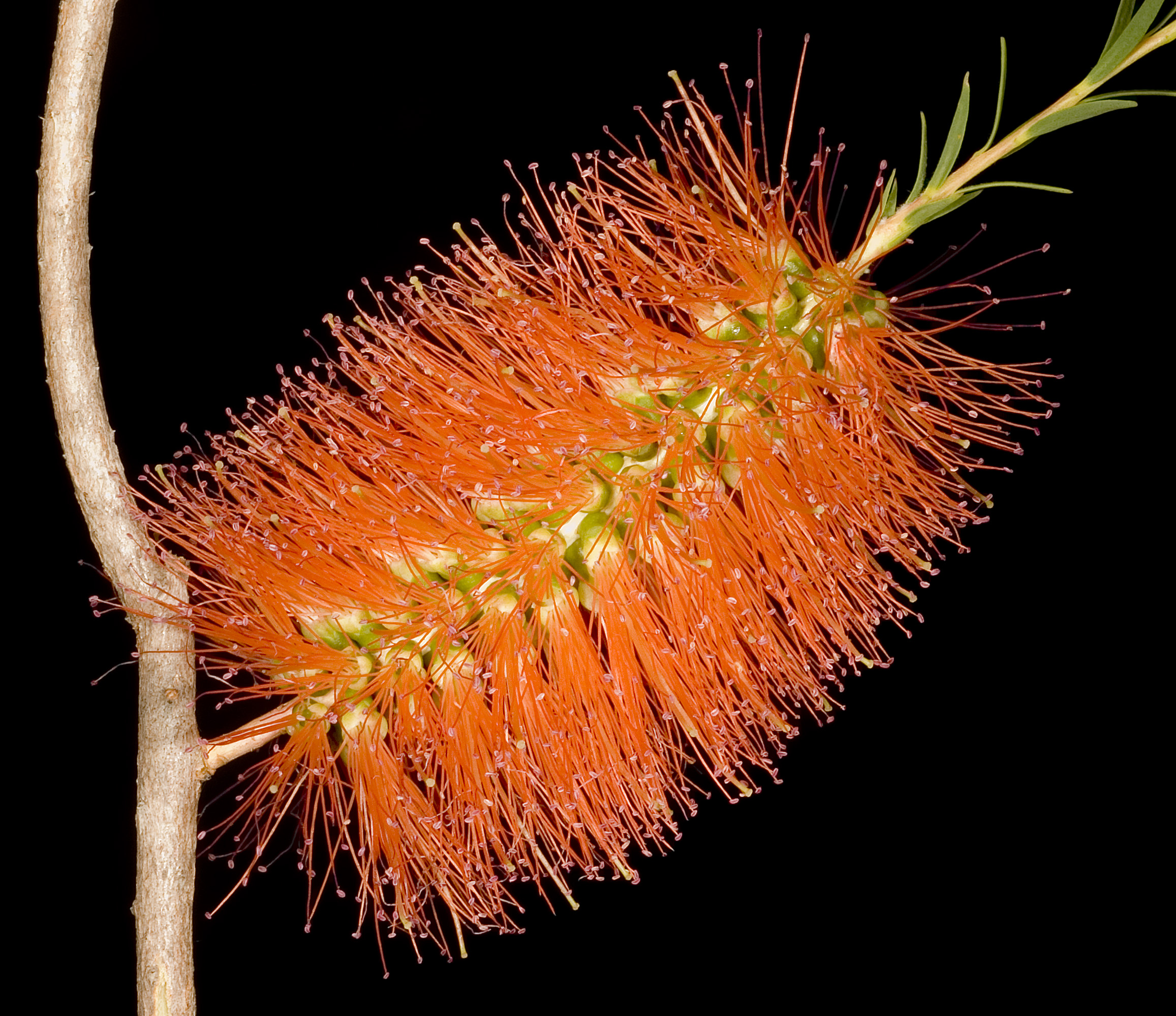
Melaleuca lateritia

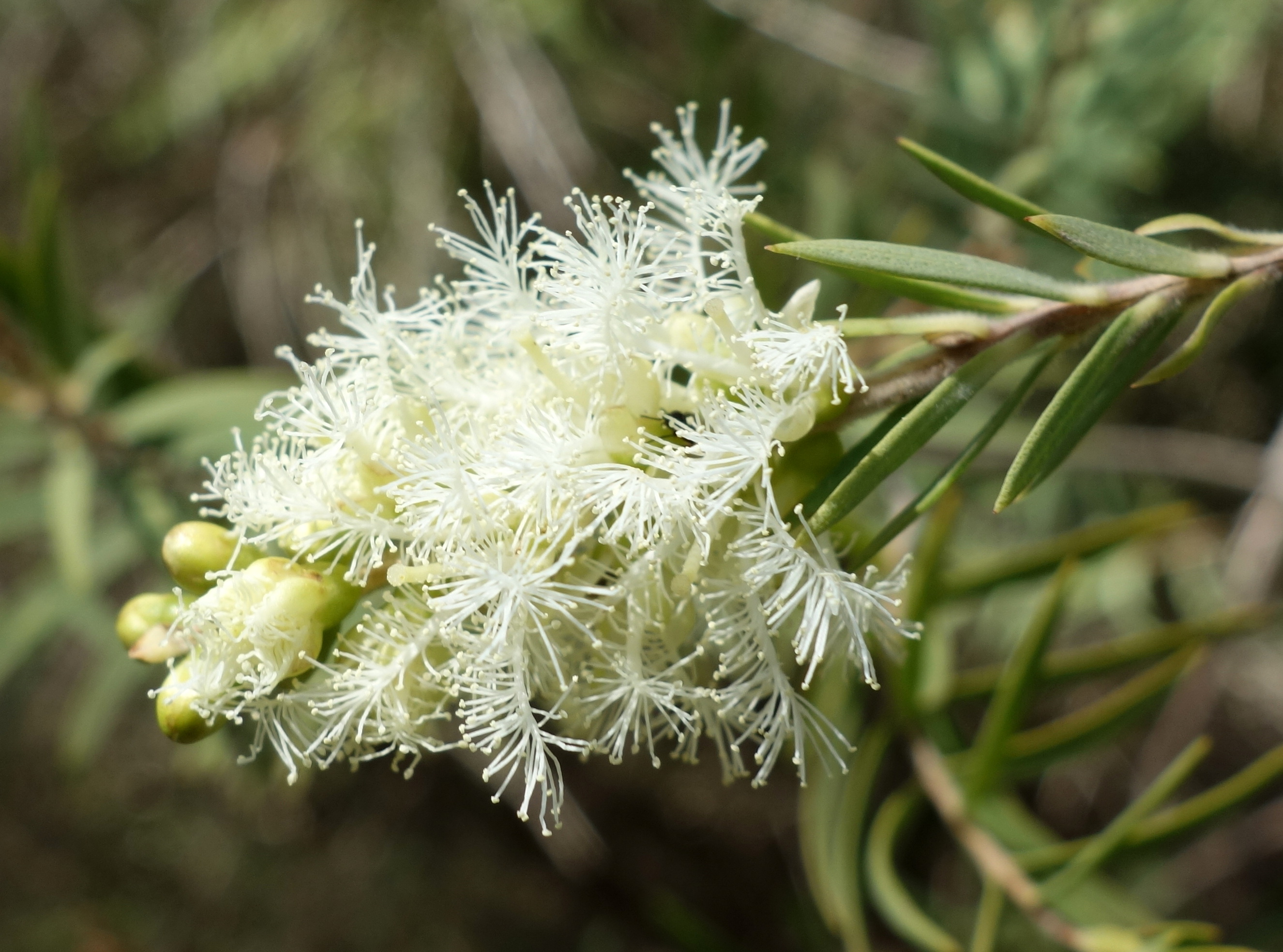
Melaleuca linariifolia

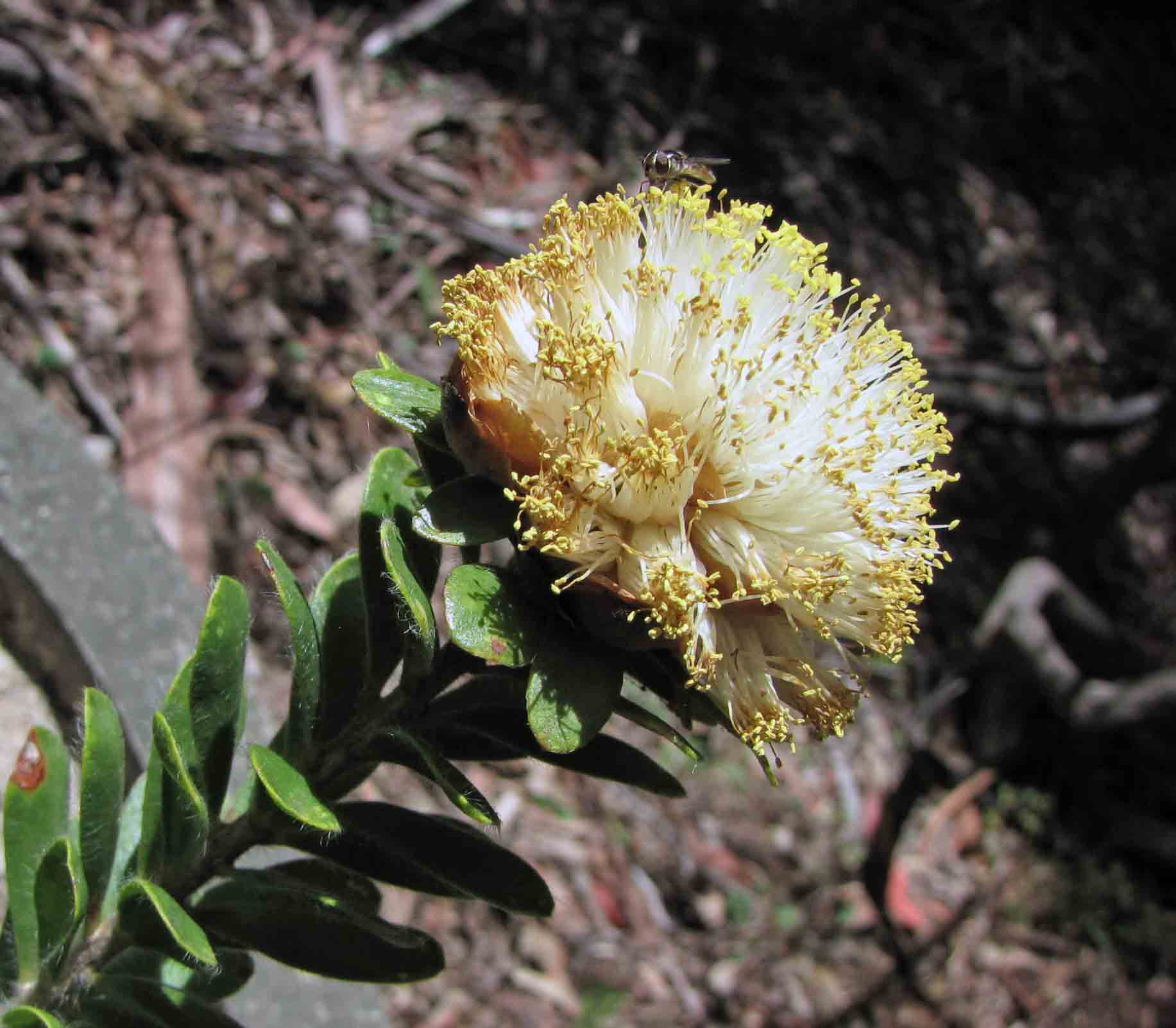
Melaleuca megacephala

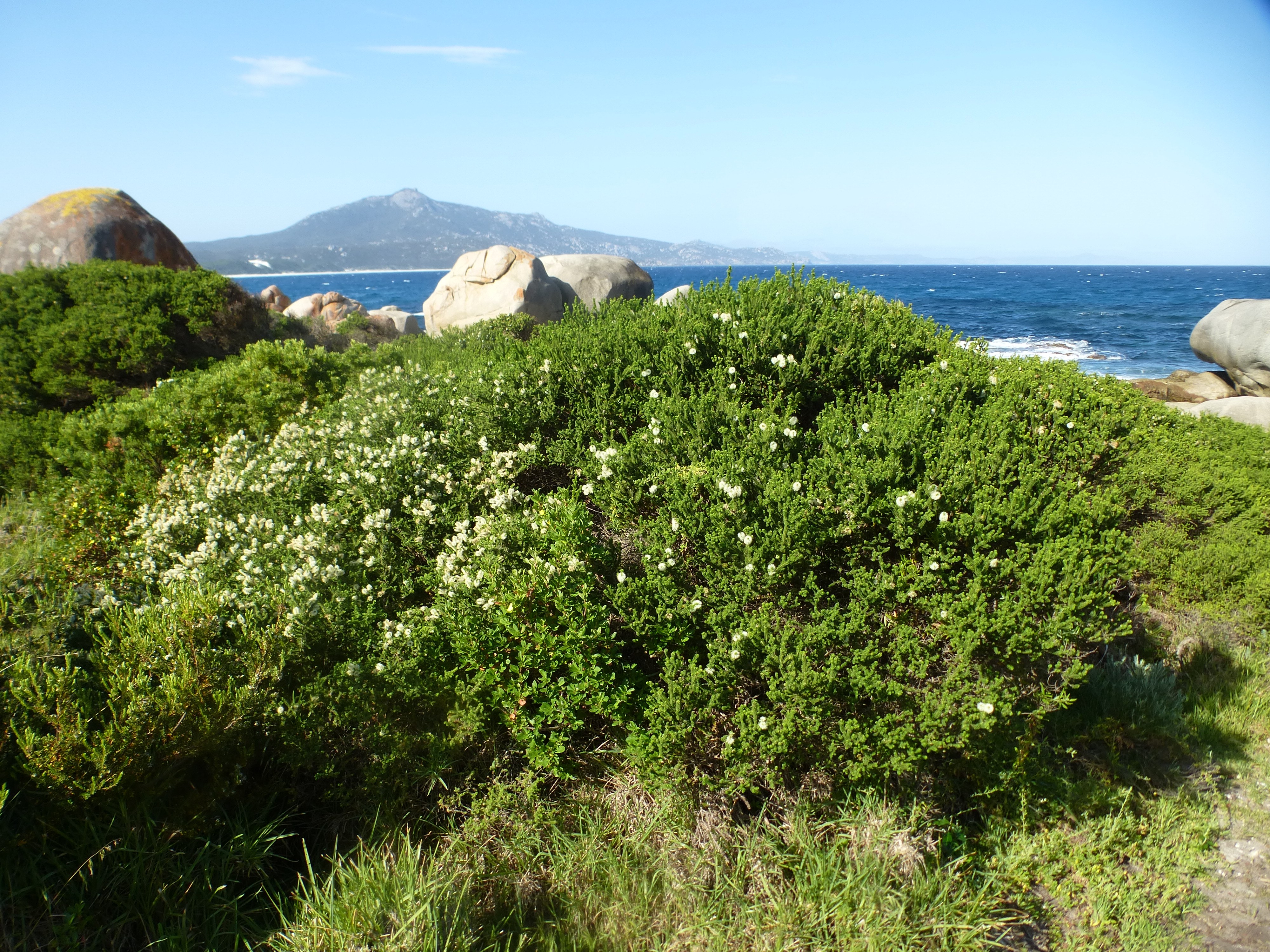
Melaleuca microphylla

- Melaleuca accedens (Hawkeswood) Craven & R.D.Edwards
- Melaleuca acrifolia Craven & R.D.Edwards
- Melaleuca acuminata F.Muell.
- Melaleuca acutifolia (Benth.) Craven & Lepschi
- Melaleuca adenostyla K.J.Cowley
- Melaleuca adnata Turcz.
- Melaleuca aestiva (K.J.Brooks) Craven & R.D.Edwards
- Melaleuca aestuosa G.Forst.
- Melaleuca agathosmoides C.A.Gardner
- Melaleuca aglaia Craven & R.D.Edwards
- Melaleuca alilateralis Craven & R.D.Edwards
- Melaleuca alsophila A.Cunn. ex Benth.
- Melaleuca alternifolia (Maiden & Betche) Cheel – melaleuka skrętolistna
- Melaleuca amydra Craven
- Melaleuca anisandra (Schauer) Craven & R.D.Edwards
- Melaleuca apodocephala Turcz.
- Melaleuca apostiba K.J.Cowley
- Melaleuca aquilonia Craven & R.D.Edwards
- Melaleuca araucarioides Barlow
- Melaleuca arcana S.T.Blake
- Melaleuca arcuata (A.S.George) Craven & R.D.Edwards
- Melaleuca × arenicola S.Moore
- Melaleuca argentea W.Fitzg.
- Melaleuca arida (Hawkeswood) Craven & R.D.Edwards
- Melaleuca armillaris (Sol. ex Gaertn.) Sm.
- Melaleuca aspalathoides S.Schauer
- Melaleuca asterocarpa (Hnatiuk) Craven & R.D.Edwards
- Melaleuca atala (Hnatiuk) Craven & R.D.Edwards
- Melaleuca atroviridis Craven & Lepschi
- Melaleuca aurea (Turcz.) Craven & R.D.Edwards
- Melaleuca barlowii Craven
- Melaleuca basicephala Benth.
- Melaleuca beardii Craven
- Melaleuca beaufortioides (Benth.) Craven & R.D.Edwards
- Melaleuca biconvexa Byrnes
- Melaleuca bisulcata F.Muell.
- Melaleuca blackwelliana (Hnatiuk) Craven & R.D.Edwards
- Melaleuca blaeriifolia Turcz.
- Melaleuca blepharosperma (F.Muell.) Craven & R.D.Edwards
- Melaleuca boeophylla Craven
- Melaleuca borealis Craven
- Melaleuca brachyandra (Lindl.) Craven
- Melaleuca bracteata F.Muell.
- Melaleuca bracteosa Turcz.
- Melaleuca brevifolia Turcz.
- Melaleuca brevisepala (J.W.Dawson) Craven & J.W.Dawson
- Melaleuca bromelioides Barlow
- Melaleuca brongniartii Däniker
- Melaleuca brophyi Craven
- Melaleuca buseana (Guillaumin) Craven & J.W.Dawson
- Melaleuca caeca Craven
- Melaleuca cajuputi Maton & Sm. ex R.Powell
- Melaleuca calcicola (Barlow ex Craven) Craven & Lepschi
- Melaleuca calothamnoides F.Muell.
- Melaleuca calycina R.Br.
- Melaleuca calyptroides Craven
- Melaleuca campanae Craven
- Melaleuca camptoclada F.C.Quinn
- Melaleuca capitata Cheel
- Melaleuca cardiophylla F.Muell.
- Melaleuca caroli-huegelii Craven & R.D.Edwards
- Melaleuca carrii Craven
- Melaleuca cheelii C.T.White
- Melaleuca chisholmii (Cheel) Craven
- Melaleuca chrysantherea (F.Muell.) Craven & R.D.Edwards
- Melaleuca ciliosa Turcz.
- Melaleuca cinerea Craven & R.D.Edwards
- Melaleuca citrina (Curtis) Dum.Cours. – kuflik cytrynowy
- Melaleuca citrolens Barlow
- Melaleuca clarksonii Barlow
- Melaleuca clavifolia Craven
- Melaleuca cliffortioides Diels
- Melaleuca coccinea A.S.George
- Melaleuca × codonocarpa (Hnatiuk) Craven & R.D.Edwards
- Melaleuca comboynensis (Cheel) Craven
- Melaleuca comosa A.R.Bean
- Melaleuca concinna Turcz.
- Melaleuca concreta F.Muell.
- Melaleuca condylosa Craven
- Melaleuca conothamnoides C.A.Gardner
- Melaleuca cordata Turcz.
- Melaleuca cornucopiae Byrnes
- Melaleuca crispii Craven & R.D.Edwards
- Melaleuca crossota Craven & R.D.Edwards
- Melaleuca croxfordiae Craven
- Melaleuca ctenoides F.C.Quinn
- Melaleuca cucullata Turcz.
- Melaleuca cupularis (A.S.George) Craven & R.D.Edwards
- Melaleuca curtifolia Craven & R.D.Edwards
- Melaleuca cuspidata Turcz.
- Melaleuca cuticularis Labill.
- Melaleuca cyathifolia Craven & R.D.Edwards
- Melaleuca cyrtodonta Turcz.
- Melaleuca dawsonii Craven
- Melaleuca dealbata S.T.Blake
- Melaleuca deanei F.Muell.
- Melaleuca decora (Salisb.) Britten
- Melaleuca decussata R.Br.
- Melaleuca delta Craven
- Melaleuca dempta (Barlow) Craven
- Melaleuca dendroidea (Hnatiuk) Craven & R.D.Edwards
- Melaleuca densa R.Br.
- Melaleuca densispicata Byrnes
- Melaleuca depauperata Turcz.
- Melaleuca depressa Diels
- Melaleuca dichroma Craven & Lepschi
- Melaleuca diosmatifolia Dum.Cours.
- Melaleuca diosmifolia Andrews
- Melaleuca dissitiflora F.Muell.
- Melaleuca ebracteata (F.Muell.) Craven & R.D.Edwards
- Melaleuca ectadioclada (Hnatiuk) Craven & R.D.Edwards
- Melaleuca eleuterostachya F.Muell.
- Melaleuca elliptica Labill.
- Melaleuca empetrifolia Rchb.
- Melaleuca ericifolia Sm.
- Melaleuca eriocarpa (Lindl.) ined.
- Melaleuca eulobata Craven
- Melaleuca eurystoma Craven
- Melaleuca eximia (K.J.Cowley) Craven
- Melaleuca exuvia Craven & Lepschi
- Melaleuca fabri Craven
- Melaleuca faucicola Craven
- Melaleuca ferruginea Craven & Cowie
- Melaleuca filifolia F.Muell.
- Melaleuca fissurata Barlow
- Melaleuca flammea Craven
- Melaleuca flavovirens (Cheel) Craven
- Melaleuca fluviatilis Barlow
- Melaleuca foliolosa A.Cunn. ex Benth.
- Melaleuca formosa (S.T.Blake) Craven
- Melaleuca fulgens R.Br.
- Melaleuca gardneri Craven & R.D.Edwards
- Melaleuca genialis Lepschi
- Melaleuca georgei Craven & R.D.Edwards
- Melaleuca gibbosa Labill.
- Melaleuca gilesii (F.Muell.) Craven & R.D.Edwards
- Melaleuca glaberrima F.Muell.
- Melaleuca glabra (Benth.) Craven & R.D.Edwards
- Melaleuca glauca (DC.) Craven
- Melaleuca glena Craven
- Melaleuca globifera R.Br.
- Melaleuca glomerata F.Muell.
- Melaleuca glumacea Craven & R.D.Edwards
- Melaleuca gnidioides Brongn. & Gris
- Melaleuca gracilis (R.Br.) Craven & R.D.Edwards
- Melaleuca granitica (Hawkeswood) Craven & R.D.Edwards
- Melaleuca grieveana Craven
- Melaleuca groveana Cheel & C.T.White
- Melaleuca hadra (Hnatiuk) Craven & R.D.Edwards
- Melaleuca hakeifolia (Gaudich.) Craven & R.D.Edwards
- Melaleuca halmaturorum F.Muell. ex Miq.
- Melaleuca halophila Craven
- Melaleuca hamata Fielding & Gardner
- Melaleuca hamulosa Turcz.
- Melaleuca haplantha Barlow
- Melaleuca hawkeswoodii Craven & R.D.Edwards
- Melaleuca hemisticta S.T.Blake ex Craven
- Melaleuca hirsuta (Hawkeswood) Craven & R.D.Edwards
- Melaleuca hislopii Craven & R.D.Edwards
- Melaleuca hnatiukii Craven
- Melaleuca hollidayi Craven
- Melaleuca holosericea S.Schauer
- Melaleuca howeana Cheel
- Melaleuca huegelii Endl.
- Melaleuca huttensis Craven
- Melaleuca hypericifolia Sm.
- Melaleuca idana Craven
- Melaleuca incana R.Br.
- Melaleuca inops (Schauer) Craven & R.D.Edwards
- Melaleuca interioris Craven & Lepschi
- Melaleuca interstans (F.Muell.) Craven & R.D.Edwards
- Melaleuca irbyana R.T.Baker
- Melaleuca johnsonii Craven
- Melaleuca jonesii Craven & R.D.Edwards
- Melaleuca kalbarriensis (Hawkeswood) ined.
- Melaleuca keigheryi Craven
- Melaleuca kunzeoides Byrnes
- Melaleuca kybeliona Craven & R.D.Edwards
- Melaleuca lachnocephala Craven & R.D.Edwards
- Melaleuca laetifica Craven
- Melaleuca lanceolata Otto
- Melaleuca lara Craven
- Melaleuca lasiandra F.Muell.
- Melaleuca lateralis Turcz.
- Melaleuca lateriflora Benth.
- Melaleuca lateritia A.Dietr.
- Melaleuca laxiflora Turcz.
- Melaleuca lazaridis Craven
- Melaleuca lecanantha Barlow
- Melaleuca leiocarpa F.Muell.
- Melaleuca leiopyxis F.Muell. ex Benth.
- Melaleuca lepschii Craven & R.D.Edwards
- Melaleuca leptospermoides S.Schauer
- Melaleuca leucadendra (L.) L.
- Melaleuca leuropoma Craven
- Melaleuca linariifolia Sm.
- Melaleuca linearifolia (Link) Craven
- Melaleuca linearis Schrad. & J.C.Wendl.
- Melaleuca linguiformis Craven
- Melaleuca linophylla F.Muell.
- Melaleuca longissima (F.Muell.) Craven & R.D.Edwards
- Melaleuca longistaminea (F.Muell.) Barlow ex Craven
- Melaleuca lophantha (Vent.) ined. – kuflik wierzbowaty
- Melaleuca lophocoracorum A.J.Ford, Craven & Brophy
- Melaleuca lutea Craven
- Melaleuca macrocarpa (Hawkeswood) Craven & R.D.Edwards
- Melaleuca macronychia Turcz.
- Melaleuca macrostemon (Lindl.) Craven & R.D.Edwards
- Melaleuca manglesii S.Schauer
- Melaleuca marginata (Sond.) Hislop, Lepschi & Craven
- Melaleuca maxwellii (F.Muell.) Craven & R.D.Edwards
- Melaleuca megacephala F.Muell.
- Melaleuca megalongensis Craven & S.M.Douglas
- Melaleuca micrantha (Schauer) Craven & R.D.Edwards
- Melaleuca microcarpa (F.Muell.) Craven & R.D.Edwards
- Melaleuca micromera S.Schauer
- Melaleuca microphylla Sm.
- Melaleuca minutifolia F.Muell.
- Melaleuca monantha (Barlow) Craven
- Melaleuca montana (C.T.White ex S.T.Blake) Craven
- Melaleuca montis-zamia Craven
- Melaleuca × mulleola Craven & R.D.Edwards
- Melaleuca nanophylla Carrick
- Melaleuca nematophylla F.Muell. ex Craven
- Melaleuca nervosa (Lindl.) Cheel
- Melaleuca nesophila F.Muell.
- Melaleuca nodosa (Sol. ex Gaertn.) Sm.
- Melaleuca oblivia A.R.Bean
- Melaleuca ochroma Lepschi
- Melaleuca oldfieldii F.Muell.
- Melaleuca orbicularis Craven
- Melaleuca orbifolia (F.Muell.) Craven & R.D.Edwards
- Melaleuca ordinifolia Barlow
- Melaleuca orophila Craven
- Melaleuca ostrina Craven & R.D.Edwards
- Melaleuca osullivanii Craven & Lepschi
- Melaleuca oxyphylla Carrick
- Melaleuca pachyphylla (Cheel) Craven
- Melaleuca pachystachya (Benth.) Craven & R.D.Edwards
- Melaleuca pallescens Byrnes
- Melaleuca pallida (Bonpl.) Craven
- Melaleuca paludicola Craven
- Melaleuca pancheri (Brongn. & Gris) Craven & J.W.Dawson
- Melaleuca papillosa Craven
- Melaleuca parviceps Lindl.
- Melaleuca parvistaminea Byrnes
- Melaleuca pauciflora Turcz.
- Melaleuca pauperiflora F.Muell.
- Melaleuca pearsonii (R.D.Spencer & Lumley) Craven
- Melaleuca penicula (K.J.Cowley) Craven
- Melaleuca pentagona Labill.
- Melaleuca peucophylla Craven & R.D.Edwards
- Melaleuca phellosa (A.S.George) Craven & R.D.Edwards
- Melaleuca phoenicea (Lindl.) Craven
- Melaleuca phoidophylla Barlow ex Craven
- Melaleuca phratra Craven
- Melaleuca pilosa (Lindl.) ined.
- Melaleuca pityoides (F.Muell.) Craven
- Melaleuca planifolia (Lehm.) Craven & R.D.Edwards
- Melaleuca platycalyx Diels
- Melaleuca plumea Craven
- Melaleuca plumosa (Turcz.) ined.
- Melaleuca podiocarpa Barlow ex Craven
- Melaleuca polandii (F.M.Bailey) Craven
- Melaleuca polycephala Benth.
- Melaleuca pomphostoma Barlow
- Melaleuca porphyrocephala (F.Muell.) Craven & R.D.Edwards
- Melaleuca preissiana S.Schauer
- Melaleuca preissii (Schauer) Craven & R.D.Edwards
- Melaleuca pritzelii (Domin) Barlow
- Melaleuca procera Craven
- Melaleuca propinqua S.Schauer
- Melaleuca protrusa Craven & Lepschi
- Melaleuca protumida Craven & R.D.Edwards
- Melaleuca psammophila Diels
- Melaleuca pulchella R.Br.
- Melaleuca pulcherrima Craven & R.D.Edwards
- Melaleuca pungens S.Schauer
- Melaleuca punicea Byrnes
- Melaleuca purpurea (Lindl.) Craven & R.D.Edwards
- Melaleuca pustulata Hook.f.
- Melaleuca pyramidalis Craven
- Melaleuca quadrifaria F.Muell.
- Melaleuca quadrifida (R.Br.) Craven & R.D.Edwards
- Melaleuca quercina Craven
- Melaleuca quinquenervia (Cav.) S.T.Blake
- Melaleuca radula Lindl.
- Melaleuca recurva (R.D.Spencer & Lumley) Craven
- Melaleuca relativa Craven & R.D.Edwards
- Melaleuca rhaphiophylla S.Schauer
- Melaleuca rigidifolia Turcz.
- Melaleuca ringens Barlow
- Melaleuca robusta (Schauer) Craven & R.D.Edwards
- Melaleuca rosea (A.S.George) Craven & R.D.Edwards
- Melaleuca rugulosa (Link) Craven
- Melaleuca rupestris (Schauer) Craven & R.D.Edwards
- Melaleuca ryeae Craven
- Melaleuca sabrina Craven
- Melaleuca saligna S.Schauer
- Melaleuca sapientes Craven
- Melaleuca scabra R.Br.
- Melaleuca scabrida (A.S.George) Craven & R.D.Edwards
- Melaleuca scalena Craven & Lepschi
- Melaleuca schaueri (Lehm.) Craven & R.D.Edwards
- Melaleuca sciotostyla Barlow
- Melaleuca scitula Craven & R.D.Edwards
- Melaleuca sclerophylla Diels
- Melaleuca sculponeata Barlow
- Melaleuca seriata Lindl.
- Melaleuca sericea Byrnes
- Melaleuca serpentina Craven
- Melaleuca sheathiana W.Fitzg.
- Melaleuca shiressii (Blakely) Craven
- Melaleuca sieberi S.Schauer
- Melaleuca similis Craven
- Melaleuca societatis Craven
- Melaleuca sophisma Lepschi
- Melaleuca sparsa (R.Br.) Craven & R.D.Edwards
- Melaleuca sparsiflora Turcz.
- Melaleuca spathulata S.Schauer
- Melaleuca spectabilis (Barlow ex Craven) Craven & Lepschi
- Melaleuca sphaerodendra Craven & J.W.Dawson
- Melaleuca spicigera S.Moore
- Melaleuca sprengelioides DC.
- Melaleuca squamea Labill.
- Melaleuca squamophloia (Byrnes) Craven
- Melaleuca squarrosa Donn ex Sm.
- Melaleuca stenostachya S.T.Blake
- Melaleuca stereophloia Craven
- Melaleuca stipitata Craven
- Melaleuca stramentosa Craven
- Melaleuca striata Labill.
- Melaleuca strobophylla Barlow
- Melaleuca styphelioides Sm.
- Melaleuca subalaris Barlow
- Melaleuca suberosa (Schauer) C.A.Gardner
- Melaleuca subfalcata Turcz.
- Melaleuca subtrigona S.Schauer
- Melaleuca subulata (Cheel) Craven
- Melaleuca sulcata (A.S.George) Craven & R.D.Edwards
- Melaleuca superba (Hawkeswood & Mollemans) Craven & R.D.Edwards
- Melaleuca sylvana Craven & A.J.Ford
- Melaleuca systena Craven
- Melaleuca tamariscina Hook.
- Melaleuca teretifolia Endl.
- Melaleuca teuthidoides Barlow
- Melaleuca thapsina Craven
- Melaleuca thymifolia Sm.
- Melaleuca thymoides Labill.
- Melaleuca thyoides Turcz.
- Melaleuca thysanota Craven & R.D.Edwards
- Melaleuca tinkeri Craven
- Melaleuca torquata Barlow
- Melaleuca tortifolia Byrnes
- Melaleuca torulosa (Schauer) Craven & R.D.Edwards
- Melaleuca transversa Craven & R.D.Edwards
- Melaleuca trichophylla Lindl.
- Melaleuca trichostachya Lindl.
- Melaleuca triumphalis Craven
- Melaleuca tuberculata S.Schauer
- Melaleuca tuberosa (Hawkeswood) Craven & R.D.Edwards
- Melaleuca ulicoides Craven & Lepschi
- Melaleuca uncinata R.Br.
- Melaleuca undulata Benth.
- Melaleuca urceolaris F.Muell. ex Benth.
- Melaleuca uxorum Craven, G.Holmes & Sankowsky
- Melaleuca valida (S.Moore) Craven & R.D.Edwards
- Melaleuca variegata Craven & R.D.Edwards
- Melaleuca velutina (Turcz.) Craven & R.D.Edwards
- Melaleuca venusta Craven
- Melaleuca villosisepala Craven
- Melaleuca viminalis (Sol. ex Gaertn.) Byrnes
- Melaleuca viminea Lindl.
- Melaleuca vinnula Craven & Lepschi
- Melaleuca violacea S.Schauer
- Melaleuca virens Craven
- Melaleuca viridiflora Sol. ex Gaertn.
- Melaleuca williamsii Craven
- Melaleuca wilsonii F.Muell.
- Melaleuca wimmerensis (Marriott & G.W.Carr) Craven
- Melaleuca wonganensis Craven
- Melaleuca xerophila Barlow
- Melaleuca zeteticorum Craven & Lepschi
- Melaleuca zonalis Craven